# Pierre-Marc Johnson
Pierre-Marc Johnson (Montreal; 5 de julio de 1946), abogado, médico y político quebequés ex primer ministro de Quebec por el Partido Quebequés (3 de octubre de 1985 - 12 de diciembre de 1985).
Su padre, Daniel Johnson Sr, ejerció como primer ministro de Quebec de 1966 a 1968. Su hermano, Daniel Johnson Jr, fue premier de Quebec durante 9 meses en 1994. Llama la atención que los Johnson fueran dirigentes de diferentes (antagónicos) partidos políticos: Daniel Sr fue líder del conservador Partido Unión Nacional, que ha tenido una ambigua posición acerca de la independencia de Quebec; Pierre-Marc fue líder del separatista Partido Quebequés; y Daniel Jr fue líder del federalista Partido Liberal de Quebec.
Pierre-Marc sucedió al fundador del Partido Quebequés René Lévesque como jefe del partido y como premier de Quebec, pero fue derrotado por los Liberales, liderados por Robert Bourassa, en la elección provincial de 1985.
Fue miembro fundador del Consejo de Dirección del Instituto Internacional de Desarrollo Sustentable entre 1990 y 1995. En junio de 2006 ejercía como profesor en la Facultad de Derecho de la Universidad McGill, en Montreal.
| Predecesor: René Lévesque | Primer ministro de Quebec 1985        | Sucesor: Robert Bourassa  |
| Predecesor: René Lévesque | Líder del Parti Québécois 1985 - 1987 | Sucesor: Jacques Parizeau |